# Міці Джонел Тан
Міці Джонел Тан — молодіжна активістка з питань кліматичної справедливості з Філіппін. Вона проживає в столичному регіоні Маніли, столиці Філіппіни.

## Біографія
Активність Міці Тан розпочалась у 2017 році після її зустрічі з лідерами корінних народів Філіппін. Це змусило її усвідомити, що колективні дії та зміни сучасної системи необхідні для створення більш справедливого суспільства, яке буде екологічно відповідальним перед середовищем існування.
Прогнозується, що наслідки зміни клімату на Філіппінах будуть серйозними, а Філіппіни і так є однією із найбільш постраждалих країн. Тайфуни роблять Філіппіни, країну архіпелагу, вразливими до штормів, котрі мають стати ще сильнішими під час частіших випадків Ель-Ніньйо. Зміна клімату сприяє поширенню таких інфекційних захворювань, як лихоманка денге. Шторми можуть зруйнувати або пошкодити інфраструктуру населених пунктів: лікарні та водопроводи, які зазвичай пом'якшують перебіг різних хвороб, як це зробив Супертайфун Йоланда (Хайян) у 2013 році. Пошкодження сільського господарства через шторми, екстремальні температури, і посухи, різке зниження (Другий риболовний обвал) вилову риби Філіпінам, завдають сильної шкоди країнам, які все ще переходять до індустріалізації і можуть проявитися продовольчою незахищеністю. Багато людей залежить від засобів до існування в таких країнах. Тих засобів існування, що залежать від клімату, можуть мати мало ресурсів для існування. 1,6 мільйона рибалок, залежних від прибережних вод Філіппін. В цих водах величезні і різноманітні колонії коралових рифів, ця група рифів є особливо маргіналізованою та вразливою групою. Мільйони філіппінців живуть у районах, схильних до повені (див. Підвищення рівня моря).
У 2019 році Міці Джонел Тан стала співзасновником Філіппінських молодих адвокатів за кліматичні дії (YACAP), організації «П'ятниці заради майбутнього» (FFF) на Філіппінах, після кліматичних демонстрацій у всьому світі. Тан є головним організатором та міжнародним представником YACAP. Тан також є активісткою «П'ятниці для майбутнього» на Філіппінах та речником.
Вона організовувала страйки щодо питань клімату в Університеті Філіппін. На початку пандемії Covid-19 Тан брала участь у шкільних страйках за клімат в Інтернеті. У вересні 2020 року Тан була однією із засновників заходів щодо повернення до "безпечних'' кліматичних протестів.
Також, наприкінці 2020 року Тан була однієї із добровольців, котрі організували Mock COP26. В Mock COP26 брали участь представники зі 140 країн. Міці Тан виступила з доповіддю на Mock COP26 про те, що бути активістом небезпечно в тих країнах, де активізм прирівнюється до тероризму. Коментуючи Mock COP26 Тан, в The Guardian сказала: «Вони переконуються, що голоси найбільш постраждалих районів посилюються, і переконуються, що у нас є простір, і ми не просто поодинокі».
Тан була однією з активісток, які взяли участь у кампанії «Пройди мікрофон» у п'ятницю за майбутнє. Наприкінці 2020 року, Міці Тан закликала Аттенборо передати свій акаунт в Instagram молодіжним адвокатам, особливо з Глобального Півдня.
У листопаді 2020 року Тан підтримала серію міжнародних концертів Клімат життя (Climate Live), які відбудуться в 2021 році.
Тан надихнула інших, таких як індонезійська молодіжна активістка Сальсабіла Хайрунніса.
Тан разом із чотирма іншими активістами з країн MAPA (найбільш постраждалих народів та районів), аргентинського Еяла Вайнтрауба, з Індії — Діша А Раві, в Кенії — Кевіна Мтая та Колумбії — Лаурою Вероніка Муньйос, а також Грети Тунберг оголосили про нову хвилю кліматичних страйків. Оголошуючи кліматичні страйки, Тан закликала «щорічно зобовязувати вуглецеві об'єкти забруднення негайно скорочувати викиди у всіх секторах нашої економіки». Вона також заявила: «Якщо ми не будемо діяти зараз, у нас навіть не буде шансів досягти тих цілей 2030 і 2050 років, про які постійно говорять світові лідери».
Організація Тан вступила в дію після ураганів 2020 року, щоб допомогти громадам, які найбільше постраждали, зокрема, годуючи голодних і розмовляючи з ними про проблеми, з якими вони стикалися.
Міці Тан звернулася до гендерних стереотипів та сексизму, з якими вона стикається у своїй діяльності, оскільки жінок часто ігнорують або звільняють. Тому вона зазначила, що кліматична освіта, як правило, «відчужує, західна, занадто технічна освіта і зовсім не розширює можливості» щодо підходу, який вона застосовує як активіст.